# Parafia Imienia Maryi w Radostowicach
Parafia Imienia Maryi w Radostowicach – katolicka parafia w Radostowicach, w dekanacie suszeckim. 

## Historia
Przed 1957 rokiem Radostowice były częścią parafii Wszystkich Świętych w Pszczynie. W latach 1957–1985 wieś należała do parafii św. Józefa Robotnika w Czarkowie. Dopiero po wybudowaniu w Radostowicach własnego budynku kościoła, 27 listopada 1985 roku została erygowana parafia tymczasowa, a 15 stycznia 1989 roku parafia pełnoprawna. Budynek kościoła 20 listopada 1985 roku poświęcił ks. bp Janusz Zimniak. Z dniem 1 stycznia 2015 roku parafia została wyłączona z dekanatu Pszczyna i wraz z 5 innymi parafiami weszła w skład nowo utworzonego dekanatu Suszec.

## Proboszczowie
- Ks. Edmund Żydek (administrator 1985–1989, proboszcz 1989–1992)
- Ks. Antoni Bubalik (administrator 1992–1995, proboszcz 1995–2015)
- Ks. Mirosław Smykała (administrator 2015–2016, proboszcz 2016 - do nadal)